# Mama gegen Papa – Wer hier verliert, gewinnt
Mama gegen Papa – Wer hier verliert, gewinnt ist eine französisch-belgische Filmkomödie des Regisseurs Martin Bourboulon aus dem Jahr 2015.

## Handlung
Der Geburtshelfer Vincent und Architektin Florence Leroy wollen sich nach 15 Jahren Ehe scheiden lassen. Zunächst sind sie sich über alles einig, als sich aber für beide die Möglichkeit bietet, einen Traumjob anzunehmen, bei dem die gemeinsamen Kinder hinderlich wären, bahnt sich ein Kampf an. Einer will dem jeweils anderen das Sorgerecht für die Kinder zukommen lassen, um selber frei zu sein für den neuen Job.
Mathias, Emma und Julien sind als Teenager nicht gerade einfach zu handeln, trotzdem wollen die Eltern den dreien die Entscheidung überlassen, bei wem sie zukünftig leben wollen. Das geht allerdings schief, denn die Kinder weigern sich. So fordern sie, dass sich ihre Eltern einfach noch ein wenig Zeit lassen und sich später scheiden lassen sollen. Doch zwischen Vincent und Florence entbrennt nun ein regelrechter Kampf. Jeder will die Kinder davon überzeugen, dass sie beim anderen Elternteil besser aufgehoben wären. Abwechselnd soll sich jeder allein um die Kinder kümmern. Ohne ihren Mann zu fragen, entscheidet Florence, dass er am nächsten Tag dran wäre. Insgeheim macht sie sich dann aber doch Sorgen, ob es ihnen gut geht. Vincent nutzt dies aus und nimmt die drei mit in die Klinik, wo sie einer Kaiserschnitt-Geburt beiwohnen, was ihre Mutter mit Sicherheit nicht gut finden würde. Im Gegenzug begleitet Florence Emma auf eine Party, bei der es recht peinlich zu geht und Vincent seine Tochter umgehend abholt. Er nimmt Emma mit in eine Tabledancebar, nur um Florence damit zu provozieren. Der Wettstreit eskaliert zu Juliens neuntem Geburtstag, bei dem sich die Eltern vor den Augen aller Gäste einen erbitterten Schlagabtausch liefern. Doch bei dem ganzen Hin und Her, als selbst ihre Kleidung in Fetzen fliegt, entdecken sie kurzzeitig ihre Anziehungskraft für einander neu und verbringen die Nacht miteinander. Dabei merken sie nicht, dass die Kinder endgültig die Nase voll haben und heimlich verschwunden sind. Während Vincent und Florence bei der Polizei eine Vermisstenanzeige aufgeben, gerät daheim das Haus in Brand, den Juliens Hamster ausgelöst hat, weil sich niemand um ihn gekümmert hat. Die Kinder können schnell gefunden werden, doch stehen sie nun mit ihren Eltern vor einem Scherbenhaufen. Notgedrungen nimmt Florence die Kinder mit nach Dänemark zu ihrer neuen Anstellung und Vincent fliegt allein nach Haiti, wo er für „Ärzte ohne Grenzen“ arbeiten will.
Als er nach sieben Monaten wieder nach Europa fliegt, holen ihn seine Kinder vom Flughafen ab. Auch Florence ist dabei und Vincent starrt auf ihren Babybauch. Auf seine Bemerkung „Ist das ein Witz?“ antwortet Florence „Nein, ein Mädchen!“ Beide lächeln sich an und wissen, dass sie nun vier Kinder haben werden.

## Hintergrund
Mama gegen Papa – Wer hier verliert, gewinnt wurde in Varengeville-sur-Mer, Pourville und Dieppe gedreht. Die Uraufführung war am 16. Januar 2015 im Rahmen des L’Alpe d’Huez International Comedy Film Festivals. In Frankreich kam der Film am 4. Februar 2015 in die Kinos, in Deutschland am 9. Juli 2015. Die deutsche TV-Premiere war am 26. September 2016 auf Sky Cinema.
2016 wurde die Fortsetzung Glücklich geschieden – Mama gegen Papa 2 produziert.
2017 erschien das deutsche Remake Schatz, nimm Du sie!, im gleichen Jahr wurde zudem das italienische Remake Mamma o papà? von Riccardo Milani veröffentlicht.

## Besetzung und Synchronisation
Mama gegen Papa – Wer hier verliert, gewinnt wurde von der Splendid Synchron synchronisiert. Die Dialogregie führte Michael Nowka, der auch das Dialogbuch schrieb.
| Darsteller             | Deutscher Sprecher | Rolle              |
| ---------------------- | ------------------ | ------------------ |
| Laurent Lafitte        | Marcus Off         | Vincent Leroy      |
| Marina Foïs            | Victoria Sturm     | Florence Leroy     |
| Alexandre Desrousseaux |                    | Mathias Leroy      |
| Anna Lemarchand        | Vivien Gilbert     | Emma Leroy         |
| Achille Potier         | Arne Kapfer        | Julien Leroy       |
| Judith El Zein         | Anna Grisebach     | Virginie           |
| Michaël Abiteboul      | Michael Iwannek    | Paul               |
| Vanessa Guide          | Marieke Oeffinger  | Marion             |
| Michel Vuillermoz      | Bernd Vollbrecht   | Coutine            |
| Anne Le Ny             | Isabella Grothe    | Richterin          |
| Yves Verhoeven         | Gerald Schaale     | Henri              |
| Yannick Choirat        | Peter Lontzek      | Xavier             |
| Jean-Baptiste Fonck    | Patrick Baehr      | Simon              |
| Eric Naggar            | Helmut Gauß        | Prof. Malinvaud    |
| Pierre Samuel          | Jaron Löwenberg    | Makler             |
| Lily-Fleur Pointeaux   | Maria Hönig        | Elodie             |
| Anne Le Nen            | Katharina Spiering | Krav-Maga-Lehrerin |

## Rezeption
Anke Sterneborg von epd Film schrieb: „Im Kontrast dazu eröffnet das Spielfilmdebüt von Martin Bourboulon, Mama gegen Papa – Wer hier verliert, gewinnt, eine erfrischend andere, hemmungslos politisch unkorrekte Perspektive auf den Sorgerechtsstreit.“
Beim Filmdienst kam man zu dem Urteil: „Attackiert die Komödie anfangs noch scharfzüngig Sexismen und gesellschaftliche Erwartungshaltungen, werden die Angriffe der Eltern bei aller koketten politischen Unkorrektheit bald immer grenzüberschreitender und büßen an Glaubwürdigkeit ein.“
Fernsehserien.de wertete: „Der Film ist eine schwarzhumorige Familienkomödie, die die üblichen Klischees gegen den Kamm bürstet – die Eltern streiten nicht darum, wer die Kinder behalten darf, sondern jeder will sie gern loswerden.“ Die Seite zitiert dabei Filmecho/Filmwoche 26/2015: „Die Originalität von ‚Mama gegen Papa‘ besteht in einem Rosenkrieg unter umgekehrten Vorzeichen und einer Boshaftigkeit, die in französischen Filmen so nicht oft zu finden ist. Dass Eltern hier alles tun, damit ihre Kinder sie hassen, ist guter Komödienstoff, und so reiht sich bald ein fieser Gag an den anderen.“